# 王和子
王和子（?—?），唐朝孝女，徐州人。
她的父亲及兄长都为防秋戍守泾州。元和年间，父兄都战死，家里没有男孩子，母亲先已去世。王和子时年十七岁，听说父兄在边疆去世，独自被发赤脚縗裳，去往泾州。通过行丐，护父兄二人的灵柩归来，回到徐州安葬。亲自种松柏，剪发坏形，在墓所结庐守丧。武宁节度使王智兴把情况上报，下诏旌表她的家门。